# Carl Irion
Carl Irion (auch Karl Irion) (* 2. Oktober 1878 in Besigheim; † 7. Juli 1962 in Langen (Hessen)) war ein deutscher Ingenieur und Rennfahrer.
Der erstgeborene Sohn des Besigheimer Küblermeisters Carl August Irion und dessen Frau Christine Heinricke geb. Müller war über 40 Jahre lang Ingenieur bei den Adlerwerken in Frankfurt am Main. Kraft einer Verfügung des hessischen Regierungspräsidenten wurde er am 13. Dezember 1911 offiziell mit der Ausbildung von Kraftfahrern beauftragt. 
Carl Irion war maßgeblich an der Entwicklung der Automobile beteiligt und gehörte zu den Herrenfahrern und Sportrennfahrern der ersten Stunde. Bei Flach-, Berg- und Geschicklichkeitsrennen sorgte er Anfang der 1920er Jahre für Furore.